# Cuna
Cuna (Kuna), indijanski narod iz Paname i Kolumbije na atlanstskom priobalju o otočju San Blas.

## Jezik
Jezično Cune čine posebnu skupinu ili porodicu cunan unutar velike porodice chibchan a govore najmanje dva jezika kolumbijski kuna ili caiman nuevo i san blas kuna.

## Plemena
Cuna Indijanci sastojali su se u prošlisti od više plemenskih skupina, među kojima Swanton nabraja sljedeće: Bayano, Caimanes, Chucunaque, Coiba, Cueva, Cuna ili Kuna, Mandinga, San Blas i Tule.

## Život i običaji
U prošlosti, u 16. stoljeću, su kune živjeli u federativnim selima, ratujući i međusobno i protiv susjednih plemena. U kontaktu s Europljanima njihiva politička struktura je uništena. U suvremeno doba žive po malenim selima, baveći se lovom, ribolovom i agrikulturom. Bračno stanište je matrilokalno, a zet živi pod autoritetom ženinog oca. Per Høst u svojoj putopisnoj knjizi  'Hva verden viste meg, fra Ishavet til jungelen'  (Od ledene sante do indijanske kolibe) pažnju posvećuje plemenu San Blasa, u kojem kaže kako jedna obitelj može da se sastoji i od pedeset članova, jer u njoj žive svi članovi iz nekoliko generacija. Poglavica vršo i ulogu suca, a plemensko vijeće obično se sastaje uvečer na kraći sastanak. Na taj položaj bira ga većina, a nasljedna čast poglavice ne postoji.
Odjeća se kod Kuna pojavila vjerojatno pojavom bijelog čovjeka. Žene plemena Kuna poznate su po svojoj tradicionalnoj odjeći mola uz koju se nose zlatne (ili brončane) olasu-alkice obješene na nosu. Ove alkice nose se još od djetinjstva, a veče su što je žena na višem položaju, tako da kod starijih žena vršak nosa može biti spušten sve do usta (Høst). Prema nekima (Georgia Corin) dizajni na molama mora da svoje porijeklo imaju u običaju tetoviranja tijela, što su ovi Indijanci prakticirali još u 16. u 17 stoljeću.

## Albinizam
Albinizam kod Kuna opće je poznat među pripadnicima plemena San Blas, koje u 42 naselja živi rasštrkano po arhipelagu od 365 malenih otoka.

## Cuna danas
Današnji Kuna Indijanci žive na tri rezervata ili autonomne teritorije (comarca), to su Kuna Yala (nekadašnji San Blas) s glavnim središtem El Porvenir a prostire se na (2,393 km²); Kuna de Wargandí, utemeljen 2000. od dijela provincije Darién (775 km²), glavno središte Nurra; Kuna de Madugandi (utemeljen 1996) u distriktu Chepo, čije je središte Akua Yala.

## Religija
Religija Kuna fokusirana je oko šamanizma.

## Galerija
- Kuna de Wargandí
- Kuna de Madugandi
- Kuna Yala